# 지에코초
《지에코초》(일본어: 智恵子抄)는 일본의 근대 시인 다카무라 고타로가 쓴, 1941년 출판 시집이다. 사랑하는 아내 지에코에게 바친 시집이다. 두 사람이 처음 사랑에 빠졌을 때부터, 정신 분열증에 걸린 지에코를 간호하고, 결국 사별하기까지 아내를 향한 한없이 깊고도 애틋한 사랑을 소박하고 솔직한 언어로 노래했다. 세상에 다시없을 지고지순한 사랑을 만날 수 있다.

## 배경
시인이자 조각가인 다카무라 고타로는 1902년 도쿄미술학교를 졸업한 후 뉴욕과 런던, 파리를 거치며 서구 문화에 심취한다. 그러나 유학을 마치고 돌아온 그가 마주한 것은 봉건적이고 폐쇄적인 기성 미술계의 모습이었다. 극심한 문화적 괴리에 빠진 그는 아버지를 포함한 일본 미술계의 속물성과 파벌주의를 비판하다 지친 나머지 데카당스에 몸을 맡긴다. 불안과 초조, 절망 가운데서 정신적 위기를 경험하고 있을 때, 그의 앞에 나타난 것이 바로 나가누마 지에코였다. 그녀의 청순한 태도와 욕심 없는 소박한 기질, 자연에 대한 무한한 사랑에 강한 감명을 받은 고타로는 열렬한 연애 끝에 그녀와 결혼함으로써 퇴폐에서 벗어나 정화된 삶을 살면서 소박하고 인도주의적인 구어 자유시를 완성한다.
고타로는 가독 상속권을 포기하고 자그마한 아틀리에에서 지에코와 두 사람만의 소박한 가정을 꾸린다. 화가였던 지에코와 시인이자 조각가인 고타로의 결혼 생활은 전형적인 가난한 예술가의 삶이었지만, ＜어느 날 초저녁＞이나 ＜깊은 밤의 눈＞ 등 결혼 초의 시들을 보면 이들이 가난한 와중에도 충만한 애정으로 행복했음을 알 수 있다. 그러던 와중, 갑작스런 불행이 두 사람을 찾아온다. 지에코가 정신 분열증에 걸린 것이다. 1932년 첫 자살 시도 이후 구주쿠리 해변에서 요양도 했지만 지에코의 병세는 나아지지 않아 1935년 도쿄의 제무스자카 병원에 입원하게 된다. 그리고 고타로의 지극한 애정과 보살핌에도 불구하고 1938년 10월 마침내 정신 분열증과 속립성 폐결핵으로 인해 사망한다.
1942년, 다카무라 고타로는 사랑하는 아내 지에코를 처음 만나 연애를 시작한 시절부터 결혼 생활, 그리고 발병과 광기, 죽음의 시기를 거쳐 사후 추모기에 이르기까지 지에코의 모습을 담은 시 29수와 우타 6편, 산문 3편을 수록한 시집 ≪지에코초(智恵子抄)≫를 출간한다. 연애 시절과 신혼 초기에 느끼는 애정과 행복, 지에코의 투병을 함께하는 동안의 좌절과 고통, 지에코 사후의 고독과 회한, 그리음이 작품마다 생생히 드러난다. 고타로가 남긴 720여 편에 달하는 시들 중에서도 특히 이 ≪지에코초≫는 지고지순한 순애(純愛)의 시집으로 이름을 남겨 지금까지 일본은 물론 전 세계적으로 열렬한 사랑을 받고 있다.

## 영화 지에코쇼 (1967년)
《지에코쇼》(智恵子抄, Portrait of Chieko)는 일본에서 제작된 나카무라 노보루 감독의 1967년 드라마 영화이다. 이와시타 시마 등이 주연으로 출연하였다.

### 출연

#### 주연
- 이와시타 시마
- 탄바 테츠로
- 나카야마 진
- 미나미다 요코
- 오카다 에이지

#### 조연
- 시마 카오리
- 이시다테 테츠오